# Dominique Cornu
Dominique Cornu (ur. 10 października 1985 w Beveren) – belgijski kolarz torowy i szosowy, brązowy medalista torowych mistrzostw świata, zawodnik grupy UCI Professional Continental Teams Topsport Vlaanderen-Baloise.

## Kariera
Pierwszy sukces w karierze Dominique Cornu osiągnął w 2003 roku, kiedy zdobył złoty medal w kategorii juniorów na mistrzostwach Belgii w kolarstwie szosowym. W 2006 roku został mistrzem świata U-23 w indywidualnej jeździe na czas, a rok później został mistrzem Europy w indywidualnym wyścigu na dochodzenie w tej samej kategorii wiekowej. Na torowych mistrzostwach świata w Pruszkowie w 2009 roku zdobył brązowy medal w indywidualnym wyścigu na dochodzenie, ulegając tylko Taylorowi Phinneyowi z USA oraz Jackowi Bobridge’owi z Australii. W tym samym roku startował także na szosowych mistrzostwach świata w Mendrisio, gdzie był czternasty w indywidualnej jeździe na czas. W 2010 roku zajął drugie miejsce w wyścigu dookoła Belgii, a rok później zdobył brązowy medal szosowych mistrzostw kraju.

## Najważniejsze osiągnięcia

### tor
- 2006
  -  1. miejsce w mistrzostwach Belgii (wyścig ind. na dochodzenie)
- 2007
  -  1. miejsce w mistrzostwach Belgii (wyścig ind. na dochodzenie)
  -  1. miejsce w mistrzostwach Belgii (wyścig druż. na dochodzenie)
  -  1. miejsce w mistrzostwach Europy do lat 23 (wyścig ind. na dochodzenie)
- 2009
  -  3. miejsce w mistrzostwach świata (wyścig ind. na dochodzenie)

### szosa
- 2003
  -  1. miejsce w mistrzostwach Belgii juniorów (jazda ind. na czas)
- 2004
  -  1. miejsce w mistrzostwach Belgii juniorów (jazda ind. na czas)
- 2005
  -  1. miejsce w mistrzostwach Belgii (do lat 23, jazda ind. na czas)
- 2006
  -  1. miejsce w mistrzostwach świata (do lat 23, jazda ind. na czas)
  -  1. miejsce w mistrzostwach Belgii (do lat 23, jazda ind. na czas)
- 2008
  - 1. miejsce na 4. etapie Giro del Capo
- 2010
  - 2. miejsce w Tour of Belgium
    - 1. miejsce na 4. etapie